# جرج انتایل
جرج اَنتایل (انگلیسی: George Antheil؛ ‎/ˈæntaɪl/‎) یک آهنگساز آوانگارد، نوازنده پیانو، نویسنده و مخترع اهل ایالات متحده آمریکا بود.
او در موسیقیِ نوگرای خود به دنبال خلق اصوات جدید (موسیقی، صنعتی، مکانیکی) بود.
اَنتایل که در خانواده‌ای از مهاجران آلمانی به دنیا آمده بود، بیشترِ دههٔ ۲۰ میلادی را در اروپا گذراند و از دههٔ ۳۰ میلادی بود که به آمریکا بازگشت. او فراگیری موسیقی را از سن ۶ سالگی آغاز کرده بود، اما هرگز به‌طور رسمی از هیچ مدرسه یا دانشکده‌ای فارغ‌التحصیل نشد. از سال ۱۹۱۶ میلادی به فیلادلفیا رفت تا آهنگسازی را از «کنستانتین فون اشتنبرگ» (از شاگردان فرانتس لیست) بیاموزد و در همان‌جا بود که با مکتب دادائیسم آشنا شد. سپس در سال ۱۹۱۹ میلادی به نیویورک رفت تا یادگیری را با ارنست بلوک ادامه دهد. اقامتش در نیویورک باعث شد تا با تعدادی از هنرمندان مُدرنیست همچون «لو اورنشتاین»، «پُل لئوپولد روزنفِلد»، «جان مارین»، «آلفرد اشتایگلیتس»، «مارگارت آندرسون»، «ژرژت لوبلان» و «موریس مترلینک» آشنا شود و این افراد، بعدها در آثار او تأثیرگذار بودند.
جرج اَنتایل در سال ۱۹۴۱ با همکاری «هدی لامار» روشی را ابداع کرد تا با استفاده از «پرش فرکانسی مبتنی بر طیف گسترده» بتوان با یک گیرنده و فرستنده، از احتمال وجود یک «اژدر» اطلاع حاصل کرد. این روش ابداعی او، امروزه «مخابرات طیف گسترده» نامیده می‌شود و به‌طور گسترده‌ای در علم مخابرات و ارتباطات کاربرد دارد. به همین سبب، نام وی در سال ۲۰۱۴ میلادی در «تالار ملی مشاهیر مخترعان» ثبت شد. وی همچنین یکی از برندگان کمک‌هزینه گوگنهایم بود.

## گزیدهٔ آثار سینمایی
- ژانگوله (۱۹۵۳)
- تک‌تیرانداز (۱۹۵۲)
- سیروکو (۱۹۵۱)
- در مکانی پرت (۱۹۵۰)
- خانه کنار رودخانه (۱۹۵۰)
- مبارز اهل کنتاکی (۱۹۴۹)
- بوکانیر (۱۹۳۸)
- راهی به فردا ساختن (۱۹۳۷)